# تپه تولکه
تپه تولکه مربوط به عصر آهن است و در شهرستان ابهر، بخش مرکزی، دهستان صایین قلعه، ۹۵۰ متری شمال روستای ارهان واقع شده و این اثر در تاریخ ۲۶ دی ۱۳۸۶ با شمارهٔ ثبت ۲۰۵۰۷ به‌عنوان یکی از آثار ملی ایران به ثبت رسیده است.